# Băile Someșeni
Băile Someșeni sunt o stațiune balneo-climaterică aflate în cartierul Someșeni al municipiului Cluj-Napoca.
Băile Someșeni constituie un obiectiv turistic care a adus faimă zonei, acestea fiind reorganizate în stațiune de către bine-cunoscutul profesor Dominic Stanca în 1927, care era și proprietarul stațiunii. Nămolul și apele minerale de la Someșeni Băi erau folosite cu mult inainte de organizarea profesorului ca tratamente pentru diverse boli, chiar și pentru diabet. 
În momentul de față băile sunt dezafectate, necesitând investiții serioase pentru repunerea lor în funcțiune. Au existat mai multe tatonari din partea municipalității pentru a le achiziționa de la urmașii doctorului Stanca și a le reface, dar până în prezent acestea nu s-au soldat cu rezultate concrete.